# Schwörstadt
Schwörstadt est une commune du sud du Bade-Wurtemberg.

## Jumelage
- Aillevillers (France) depuis 1984

## Lieux et monuments
- Le dolmen de Schwörstadt
- Hunnenstein